# P/2019 A2 (ATLAS)
P/2019 A2 (ATLAS) — короткоперіодична комета із сім'ї Юпітера. Відкрита 4 січня 2019 року за допомогою системи телескопів ATLAS. На момент відкриття мала зоряну величину 18,7m.